# Institut grégorien de Paris
L'Institut grégorien de Paris était un établissement pédagogique et religieux dans l'optique de la formation musicale du chant grégorien, fondé à Paris en 1923. Cet institut fut créé à la suite d'un congrès parisien consacré au chant grégorien et à la musique sacrée, tenu en décembre 1922. 
Lors du concile Vatican II, cet établissement devint Institut de musique liturgique en 1964, et finalement entra en 1968 dans le cadre de l'Institut catholique de Paris, après leur longue collaboration.

## Histoire

### Création

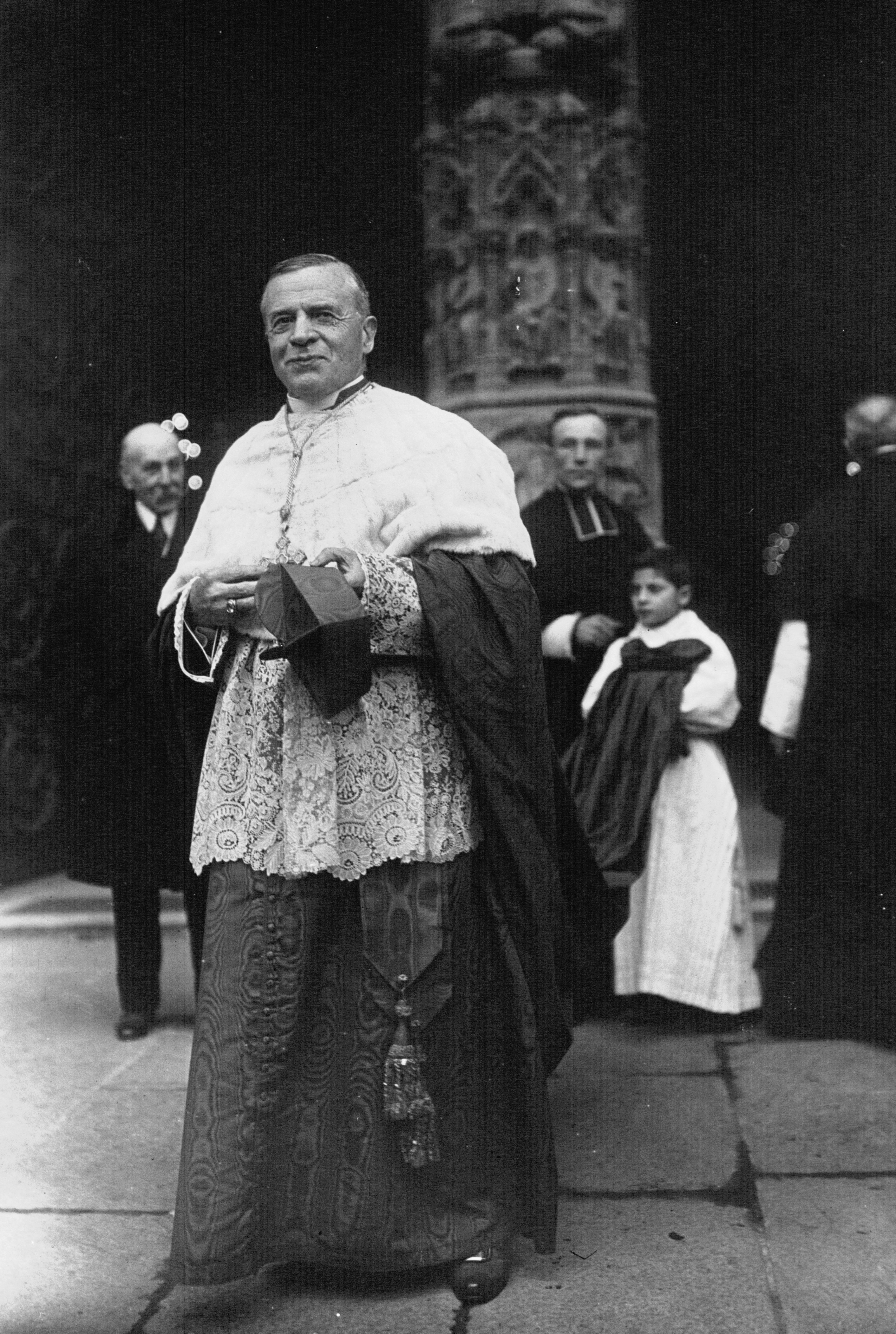
Cardinal-archevêque Louis-Ernest Dubois, père de l'institut.

En décembre 1922, un congrès de chant grégorien et de musique sacrée fut organisé par l'Art Catholique. Cette conférence connut un immense succès, grâce au soutien du nouvel archevêque de Paris depuis 1920, Louis-Ernest Dubois, et surtout à celui des moines de l'abbaye Saint-Pierre de Solesmes, rentrés en France après leur long exil à l'abbaye Notre-Dame de Quarr en Angleterre. 
C'est pourquoi, en profitant de cette réussite, l'Institut grégorien de Paris fut fondé sous la protection du cardinal. Dom Joseph Gajard de Solesmes fut chargé d'y enseigner le chant grégorien pour deux ans, entre le mercredi et le vendredi. Deux ans plus tard, un ancien élève de la Schola Cantorum de Paris, Auguste Le Guennant, lui succéda, non seulement en tant que professeur mais aussi en qualité de directeur de l'établissement. À la suite de cette création, le pape Pie XI, vrai successeur de la réforme liturgique de saint Pie X, adressa sa vive satisfaction au cardinal Dubois, en lui envoyant un bref.

### Conférence
À peine avait été fondé l'institut, le congrès suivant fut organisé. La première conférence de l'institut eut lieu le 24 janvier 1924.

### Collaborations
Établissement indépendant, mais à partir de 1934, l'institut conservait une collaboration avec l'Institut catholique de Paris en bénéficiant de son soutien.
Par ailleurs, la Revue grégorienne, fondée en 1911, subissait son interruption de publication depuis 1940. En 1946, l'institut soutint sa rétablissement en profitant son bulletin duquel une partie des éléments fut reprise par la revue. Le directeur de la revue n'était autre que le premier professeur du chant grégorien, Dom Gajard. C'était notamment grâce au dynamisme de son enseignant, encore Auguste Le Guennant qui aidait la restauration de plusieurs revues, en dépit d'une période difficile après la guerre. En promouvant de nombreux enseignements grégoriens telles sessions grégoriennes, celui-ci fit son institut un véritable centre pédagogique  grégorien.

### Fin de l'institut et transformation
Lorsqu'étaient arrivés à Rome les représentants de l'institut et sa schola en avril 1964, le pape Paul VI félicita leur contribution pour le chant grégorien .
Vraisemblablement en raison du concile Vatican II maintenu, cet institut devint Institut de musique liturgique en octobre 1965. Celui-ci fut finalement attaché, en 1968, à l'Institut catholique de Paris, tels d'autres instituts catholiques.

## Publication
L'institut publiait son bulletin ainsi que se distinguait de sa collaboration en faveur de la Revue grégorienne
- (ISSN 1760-9437) : Bulletin mensuel de l'Institut grégorien et de l'Association des amis de l'Institut grégorien (1923 - 1940, 1946 - 1951, voir aussi Revue grégorienne)
- (ISSN 1760-9445) : Institut grégorien de Paris, Association des amis de l'Institut grégorien : bulletin bimestriel (1951 - 1952)

### Liens généraux
- Bibliothèque nationale de France : Institut grégorien de Paris (notification) [lire en ligne]

### Articles particuliers
- Discours du Saint-Père Paul VI à l'Institut grégorien de Paris (le 6 avril 1964) [lire en ligne]
- Nicolas Schotter, L'Apostolat par le chant : l'Institut grégorien et sa tentative de recréation d'une tradition grégorienne dans les paroisses catholiques (1923-1963) [lire en ligne]